# Icefields Parkway

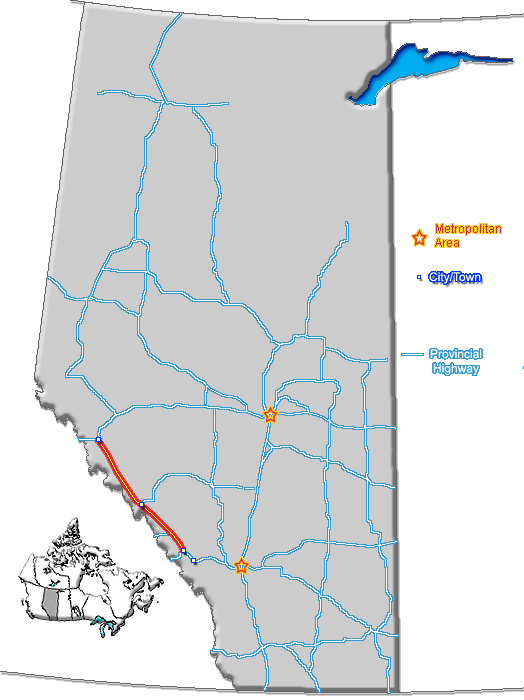
Karte des Icefields Parkway

Der Icefields Parkway (französisch Promenade des Glaciers) ist eine 233 km lange Panoramastraße als Teilstrecke des Alberta Highway 93 in der kanadischen Provinz Alberta zwischen Lake Louise und Jasper.

## Allgemeines
Der Icefields Parkway ist mit seinen 233 km das größte Teilstück des Alberta Highway 93 (266 km). In grandioser Streckenführung windet sich die Panoramastraße entlang der kontinentalen Wasserscheide durch die Bergketten der kanadischen Rocky Mountains. Wegen der spektakulären Landschaft gehört sie zu den weltweit szenenreichsten Straßen. Der Icefields Parkway als Teil des Alberta Highway 93 hat Anbindung an den Trans-Canada Highway bei Castle Junction. Von dort verlaufen beide Highways die nächsten 30 km gemeinsam, wobei sie zunächst den Bow River kreuzen, bevor sie die Ortschaft Lake Louise erreichen. Kurz nach der Ortschaft trennen sich die beiden Highways, und der Trans-Canada Highway führt weiter in westlicher Richtung. Der Highway 93 wendet sich nach der Trennung wieder Richtung Norden und heißt ab hier Icefields Parkway.

## Geschichte

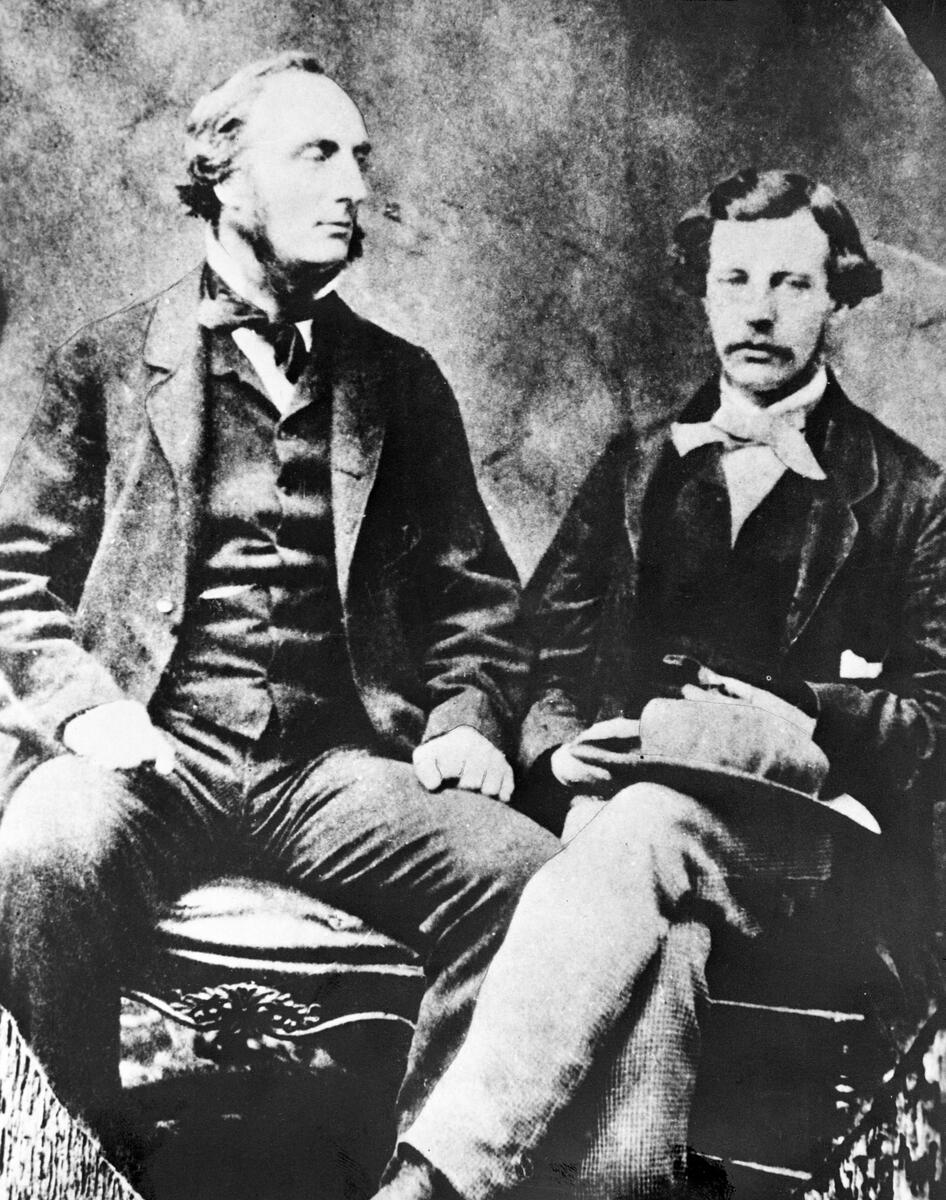
John Palliser (links) und James Hector (rechts)

Die Gegend zwischen Bow River und North Saskatchewan River erreichte bereits im August 1858 eine Expedition unter James Hector und John Palliser, die British North American Exploring Expedition (Palliser-Expedition); auch ein Pferdetritt konnte Hector nicht aufhalten, seine Expedition fortzusetzen. Bill Peyto (1869–1943) überquerte am 21. September 1896 den Bow Pass.
Dem Straßenbau voraus ging die Gründung der beiden, aneinander grenzenden Nationalparks Banff-Nationalpark im Juni 1887 und Jasper-Nationalpark im Mai 1930. Ihnen fehlte eine gemeinsame Straßenverbindung, um beide Parks besichtigen zu können. Diese Verbindung sollte der Icefields Parkway herstellen. Zunächst unternahm 1904 der Bergführer Jim Brewster von Lake Louise aus Expeditionen bis hin zu den Castleguard Meadows ungefähr entlang der späteren Straße.
Als die Bauarbeiten für den Parkway 1931 begannen, war dieser von Anfang an als touristische Route geplant, wobei er nördlich von Lake Louise in den Trans-Canada Highway einmündet und in Jasper vom Yellowhead Highway (Alberta Highway 16) abbiegt. Beim Bau der Schotterstraße wurden während der herrschenden Great Depression knapp 1000 Arbeitslose im Rahmen einer Arbeitsbeschaffungsmaßnahme (englisch makework project) eingesetzt. Die Bauarbeiten begannen an beiden Endpunkten der Strecke und trafen bei Big Bend aufeinander, die Fertigstellung erfolgte im Jahr 1939. Die lange Bauzeit von 10 Jahren hing zusammen mit dem schwierigen Terrain und der kurzen Sommersaison zwischen Mai und September. Die Eröffnung fand im Juni 1940 statt. Zunächst hieß er „Wonder-Trail“, danach „Banff-Jasper Road“.
Die „Banff-Jasper Road“ wurde 1961 asphaltiert und in „Icefields Parkway“ umbenannt. Die Erneuerung kostete CAN $ 3,25 Millionen. Da die Straße durch die Wildnis führt, wurden beiderseits zwischen Banff und Lake Louise zum Schutz vor Tierkollisionen Zäune gezogen und für Tierwanderungen Tierbrücken und Unterführungen gebaut.

## Verlauf

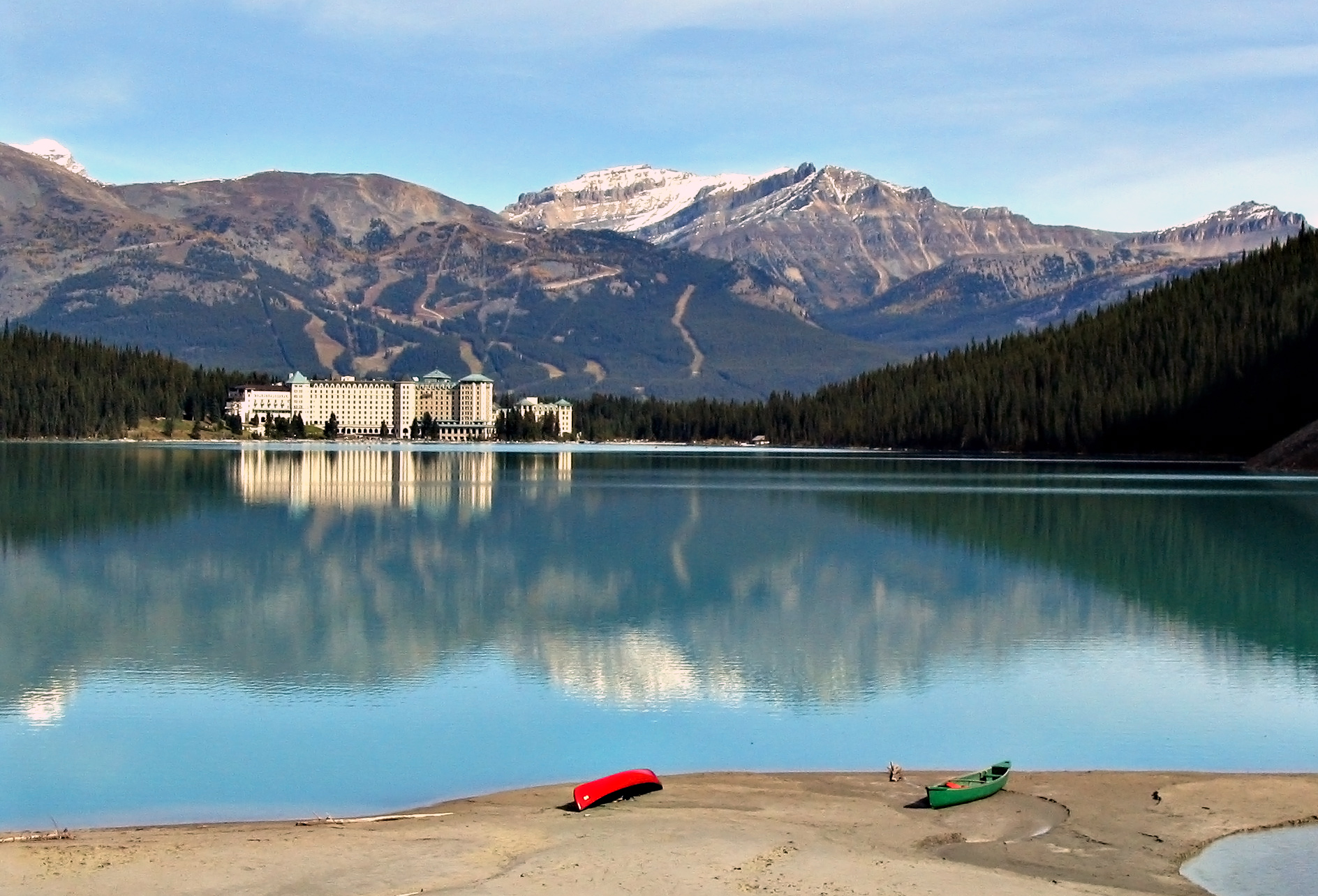
Der Lake Louise mit dem Fairmont Chateau Hotel
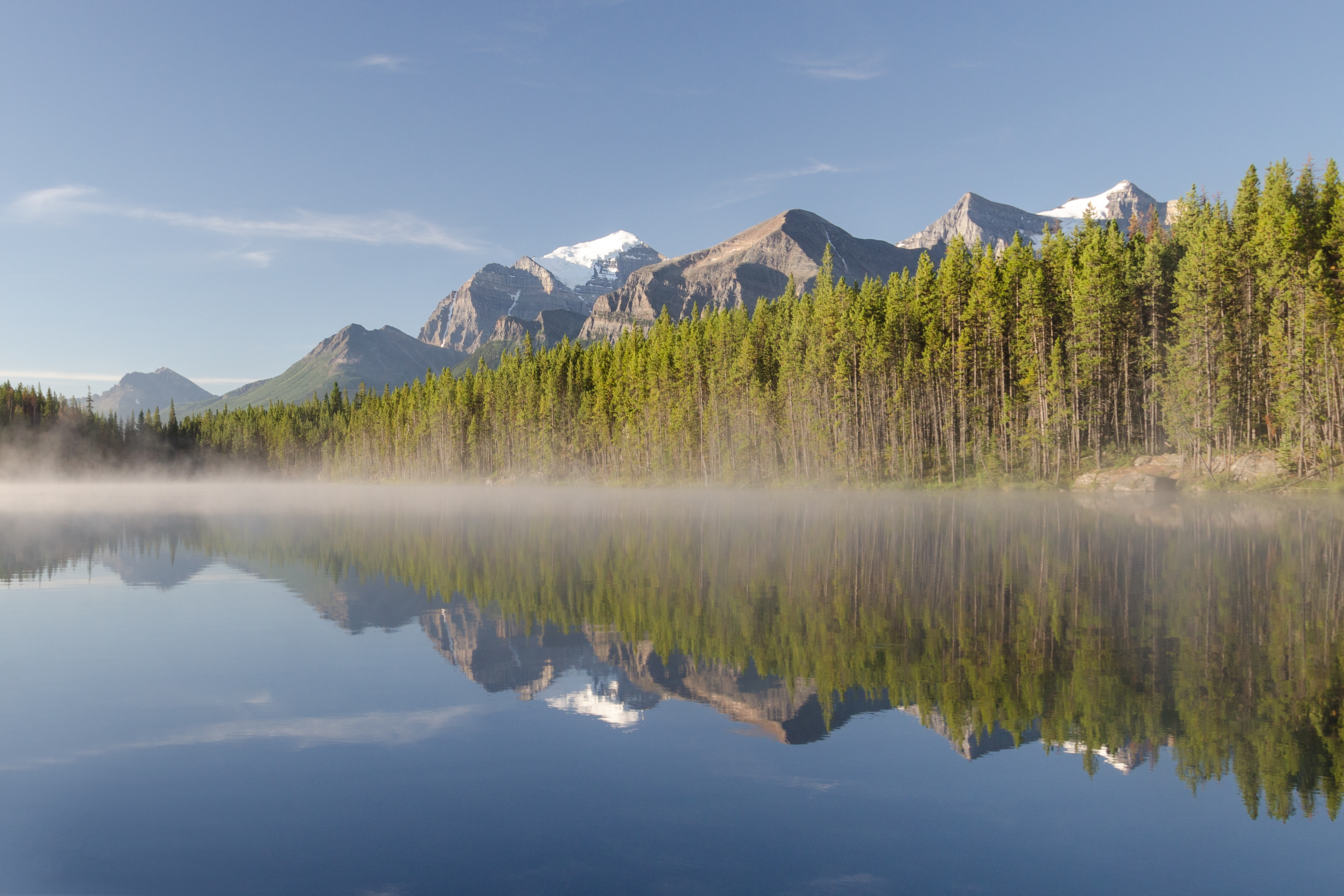
Der Herbert Lake
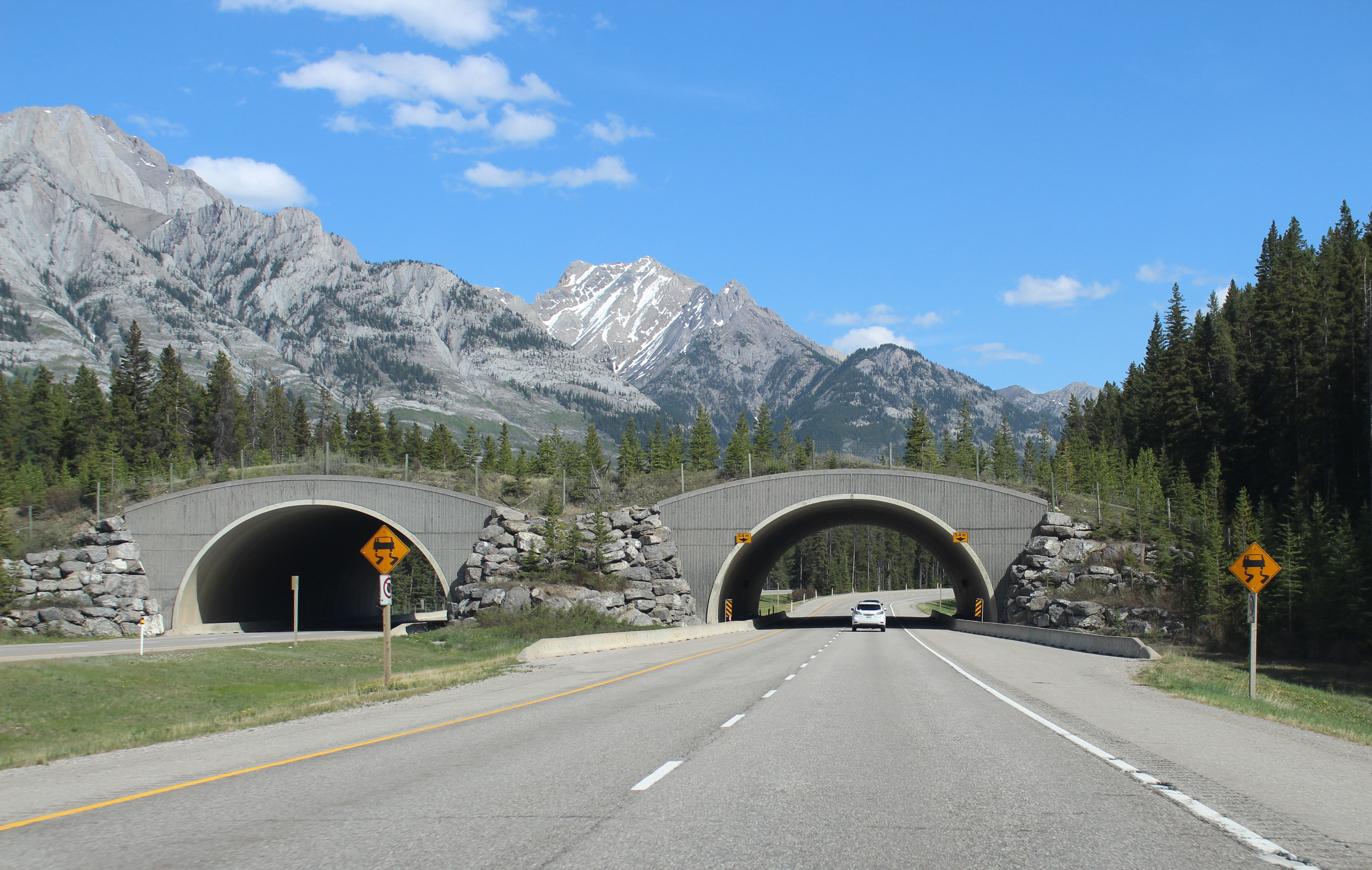
Tierbrücke (englisch wildlife crossing) am Mount Brett (2984 m)
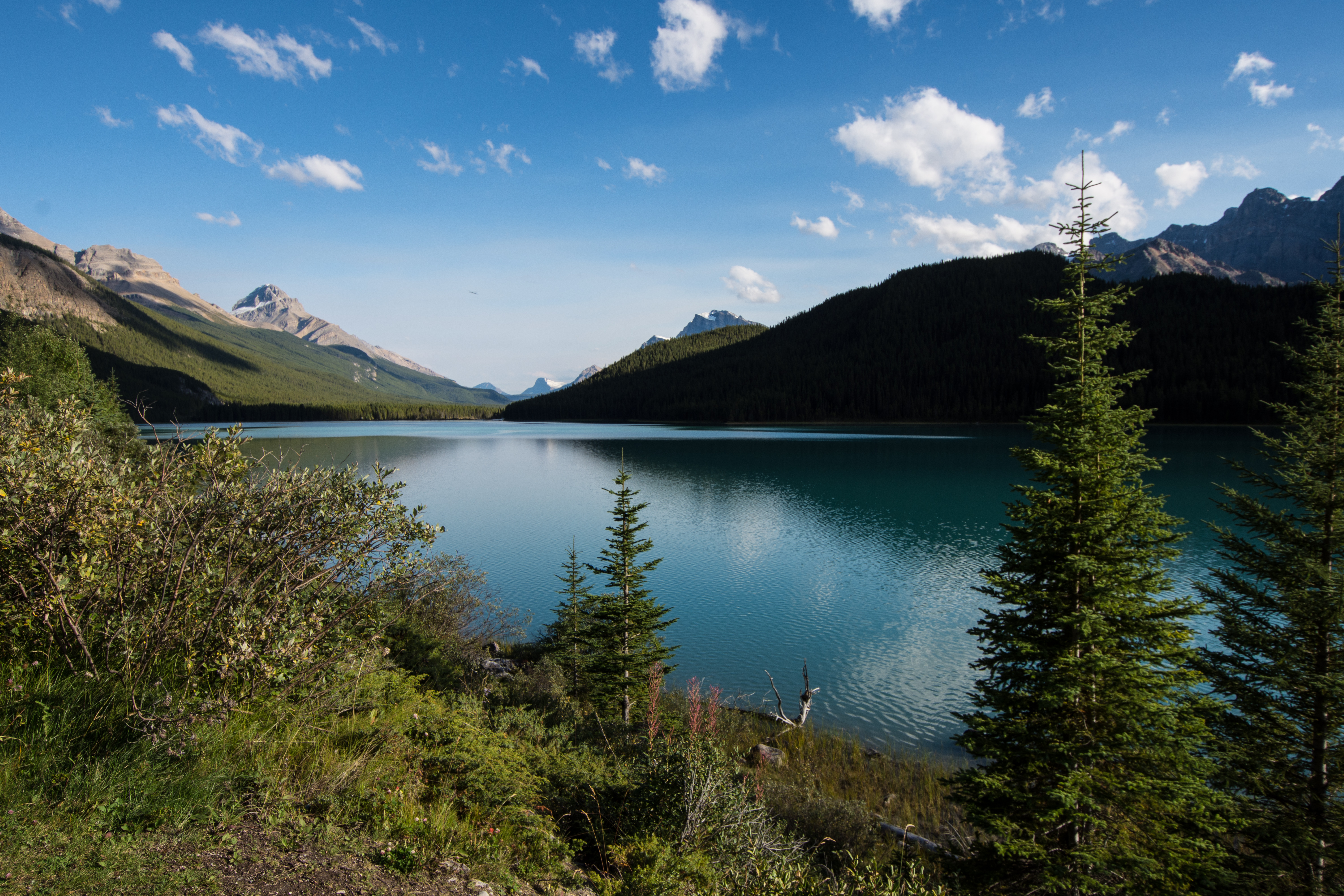
Der Bow Lake
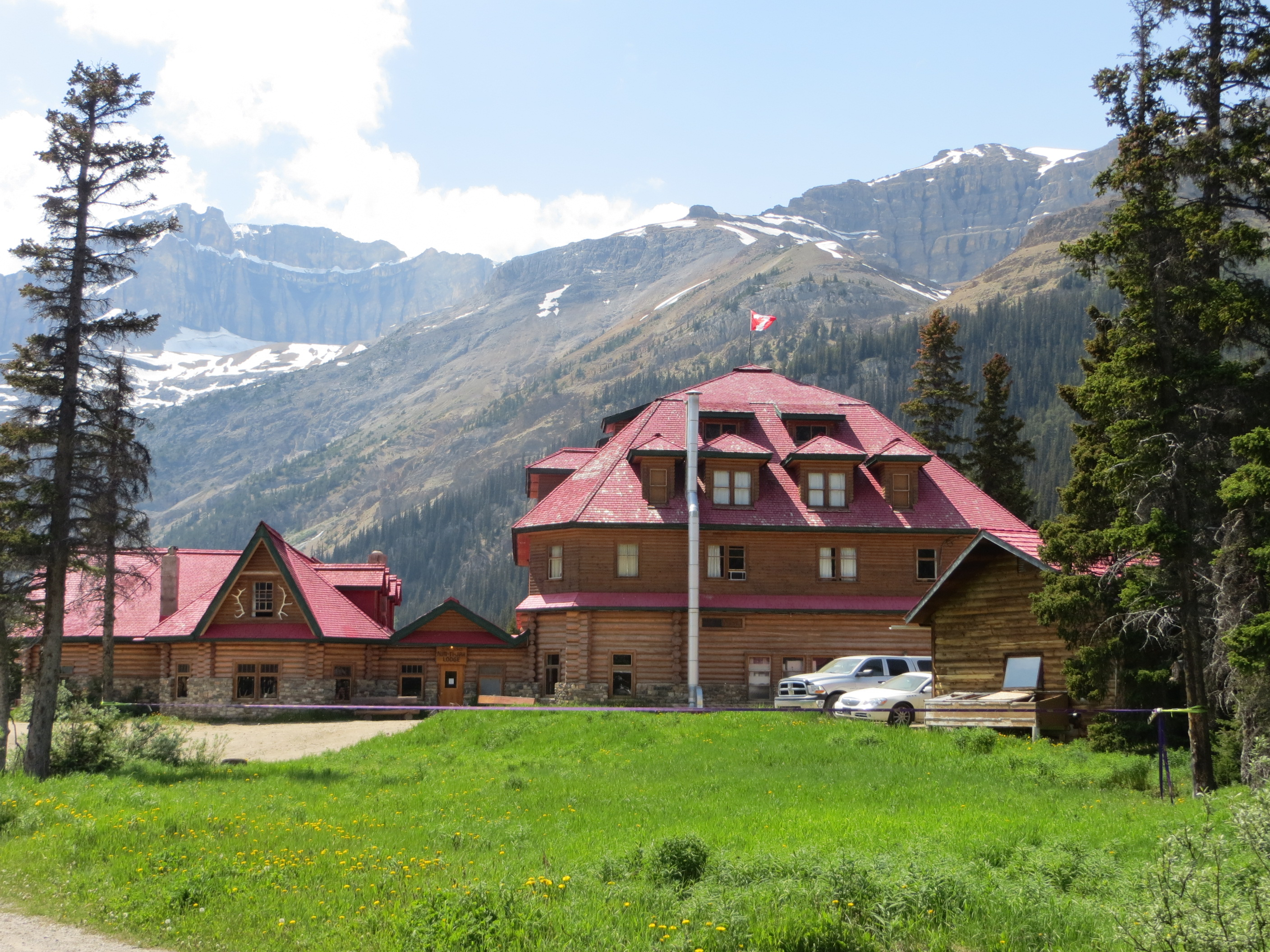
Die Num-ti-jah Lodge am Bow Lake
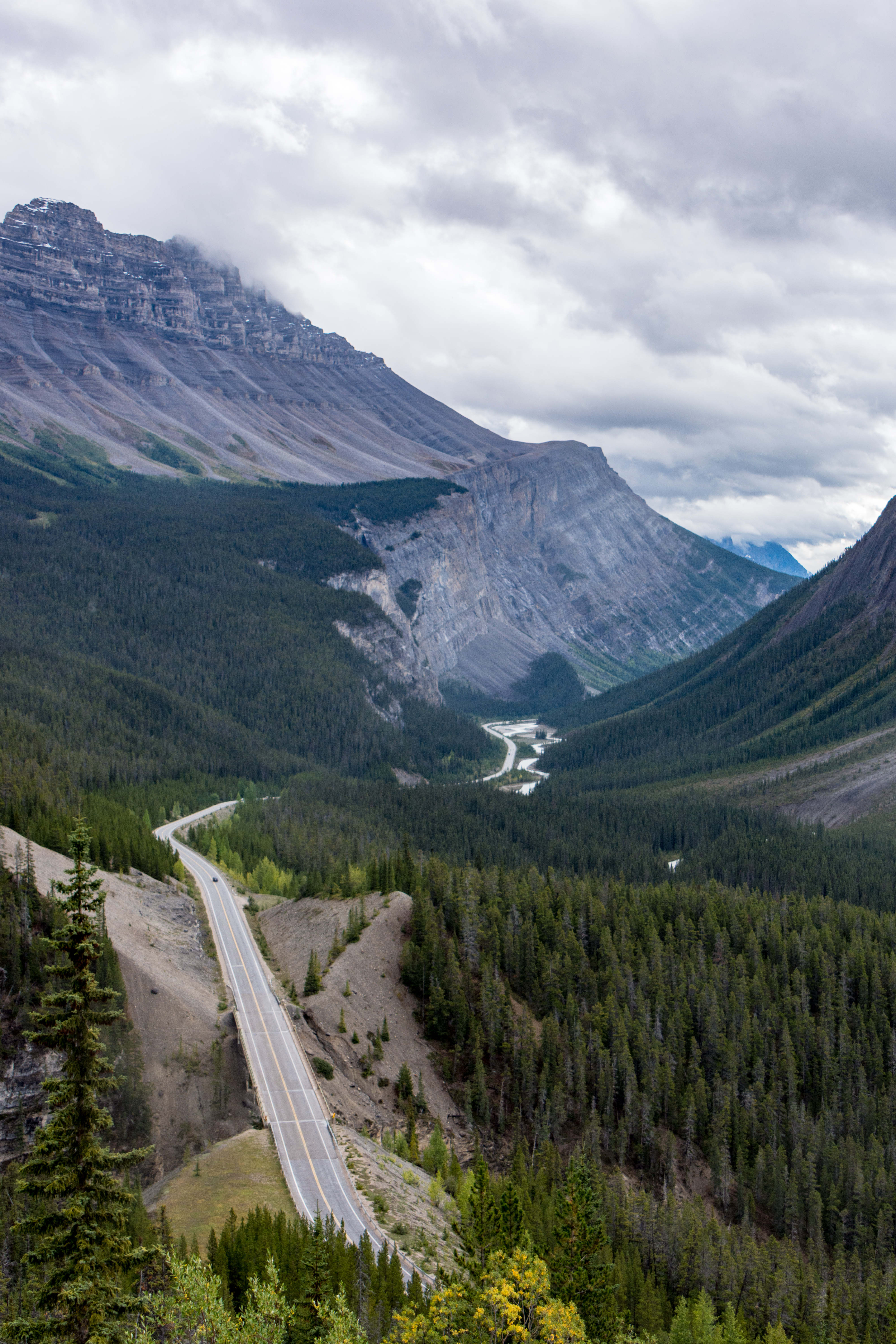
Serpentinen des Icefields Parkway mit Parker Ridge (2255 m)
Der Peyto Lake
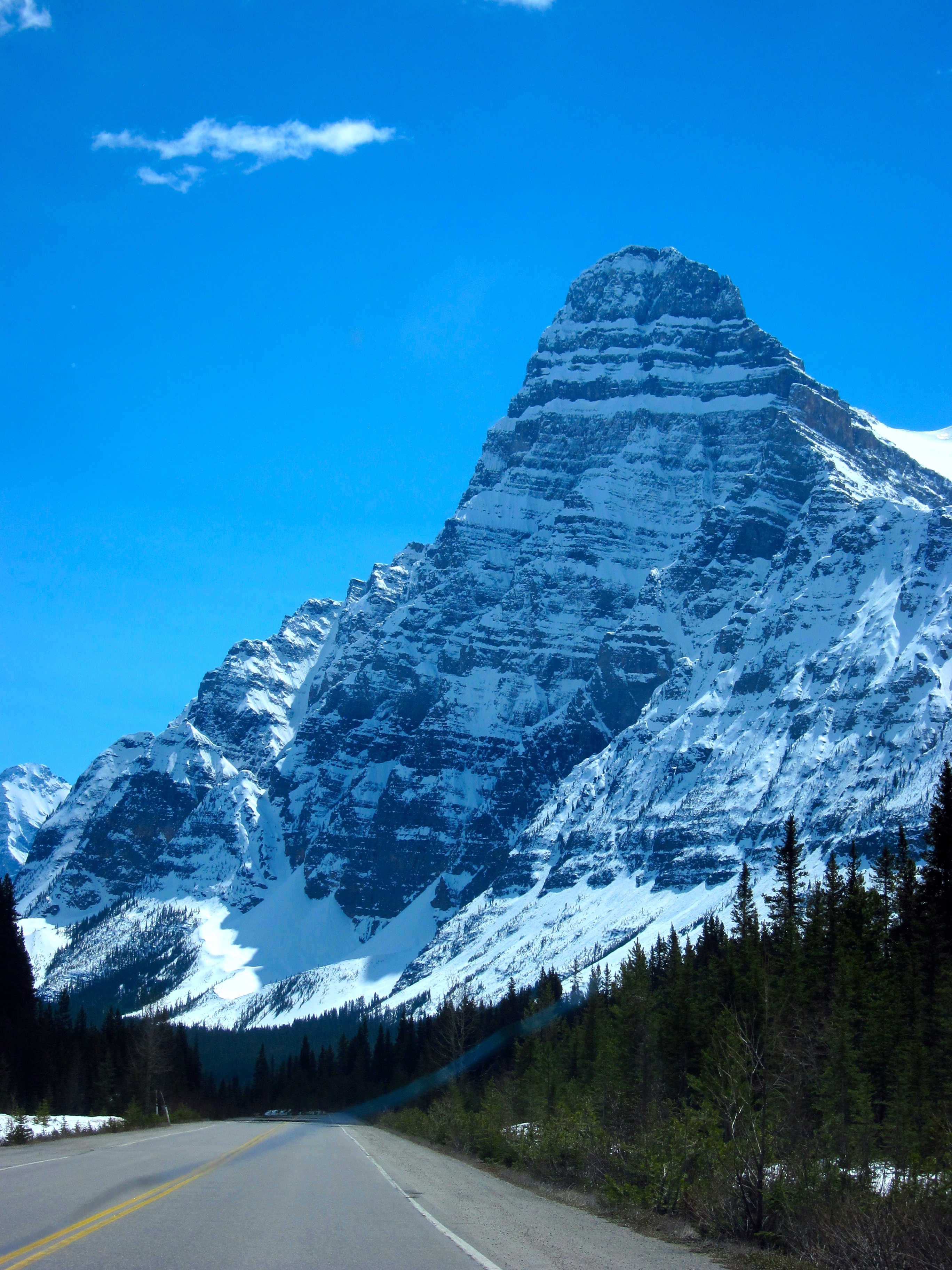
Blick auf den Mount Chephren
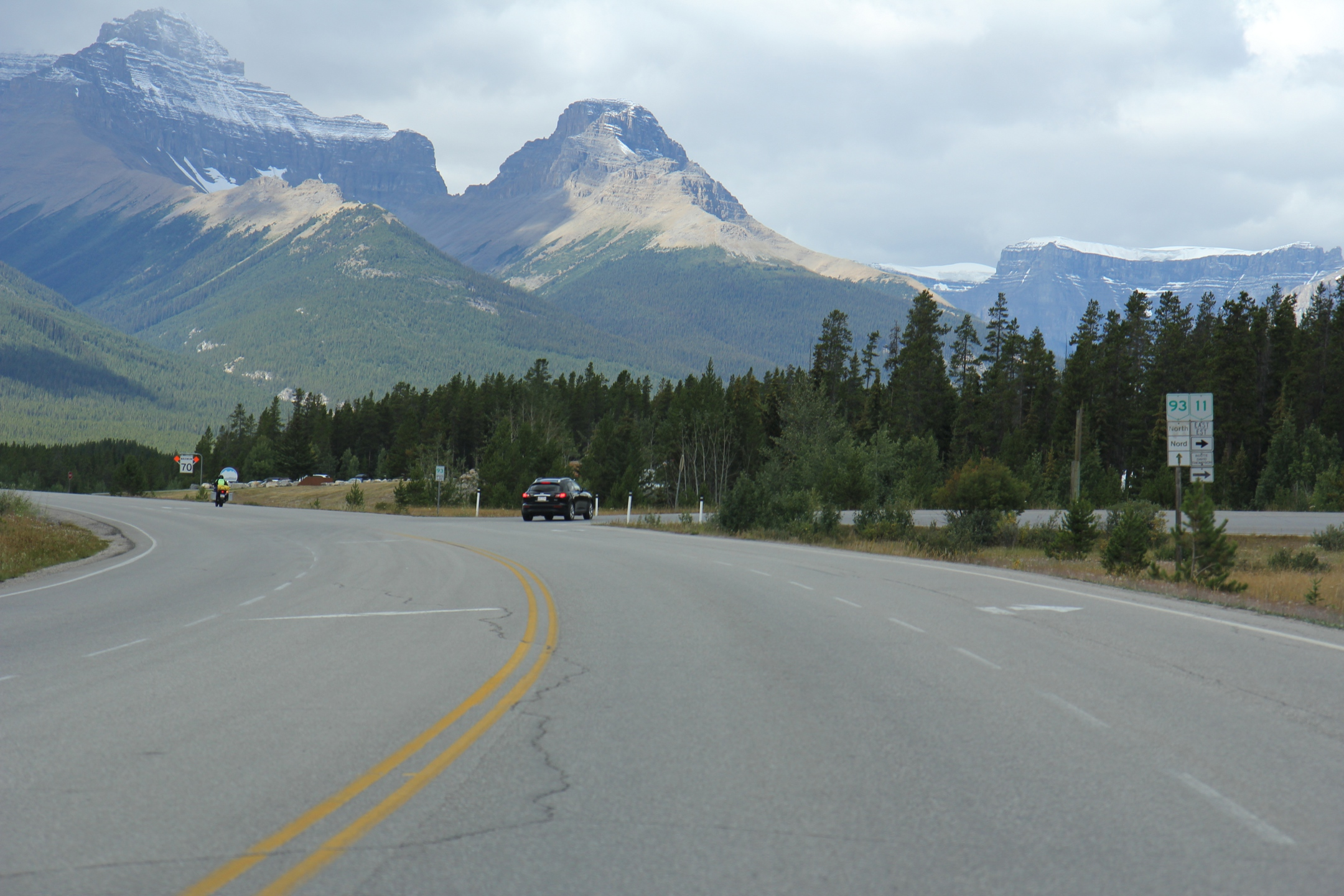
Abzweig des Alberta Highway 11 vom Icefields Parkway
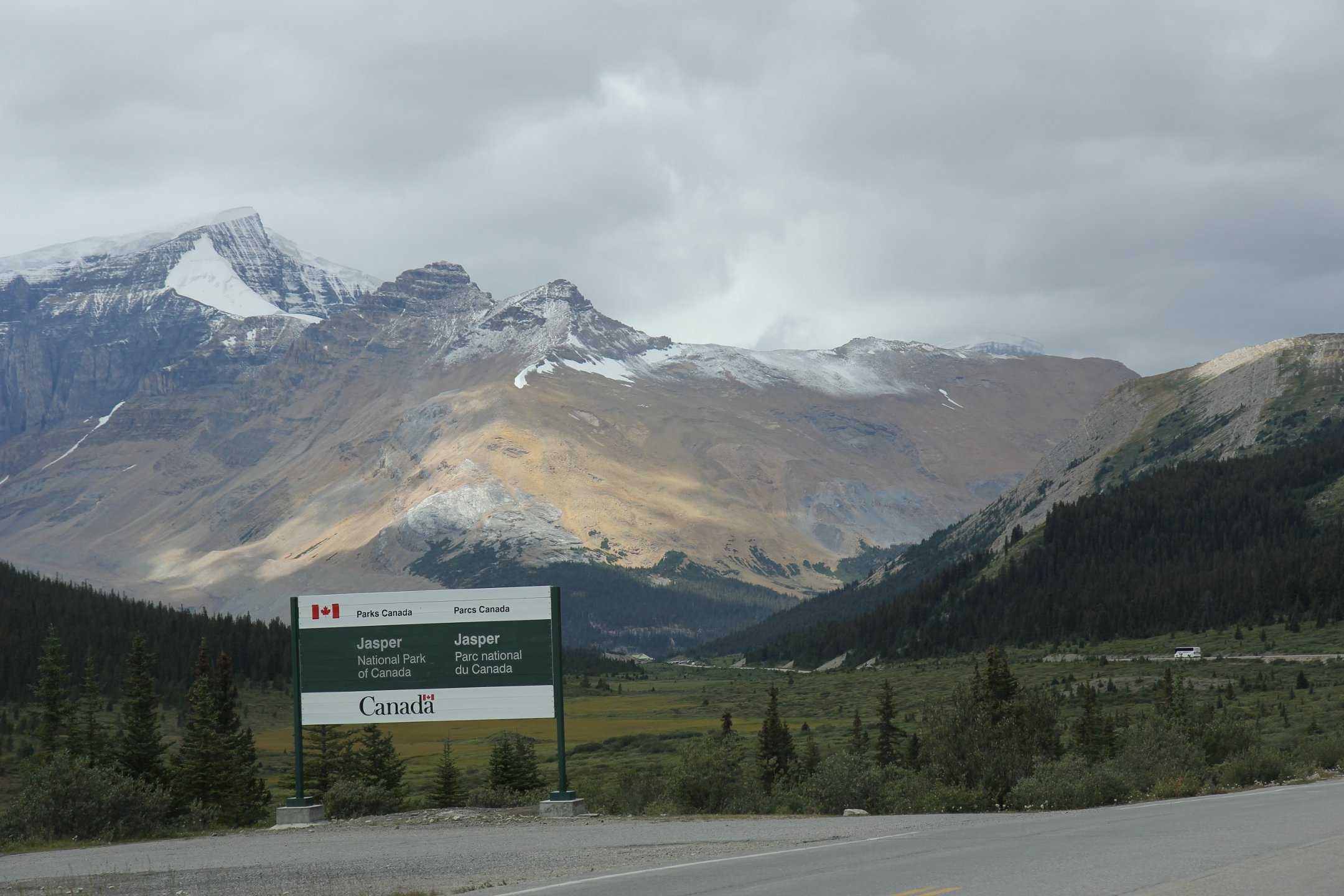
Grenze zum Jasper-Nationalpark
Das Columbia Icefield vom Besucherzentrum aus
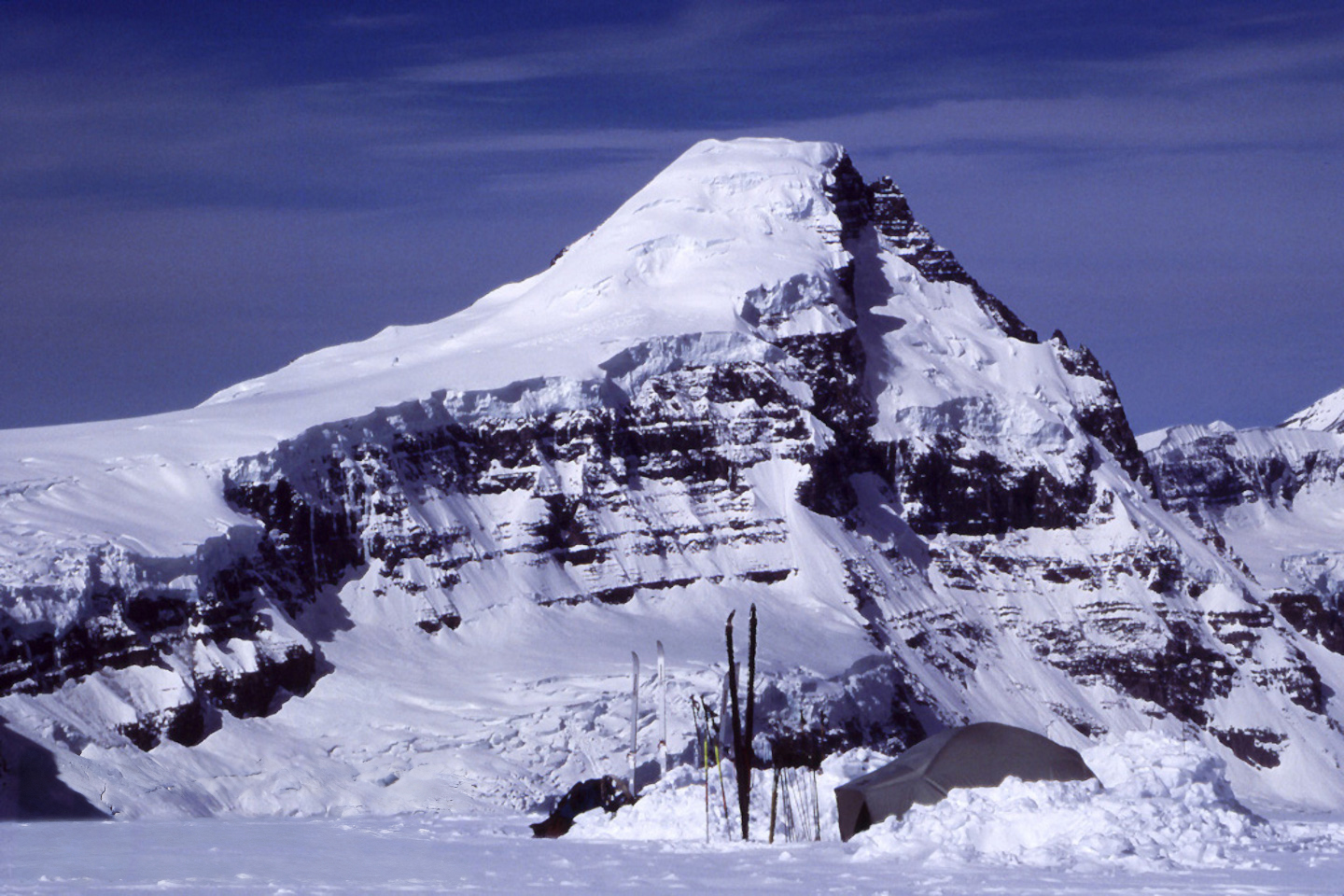
Der Mount Columbia (3747 m)
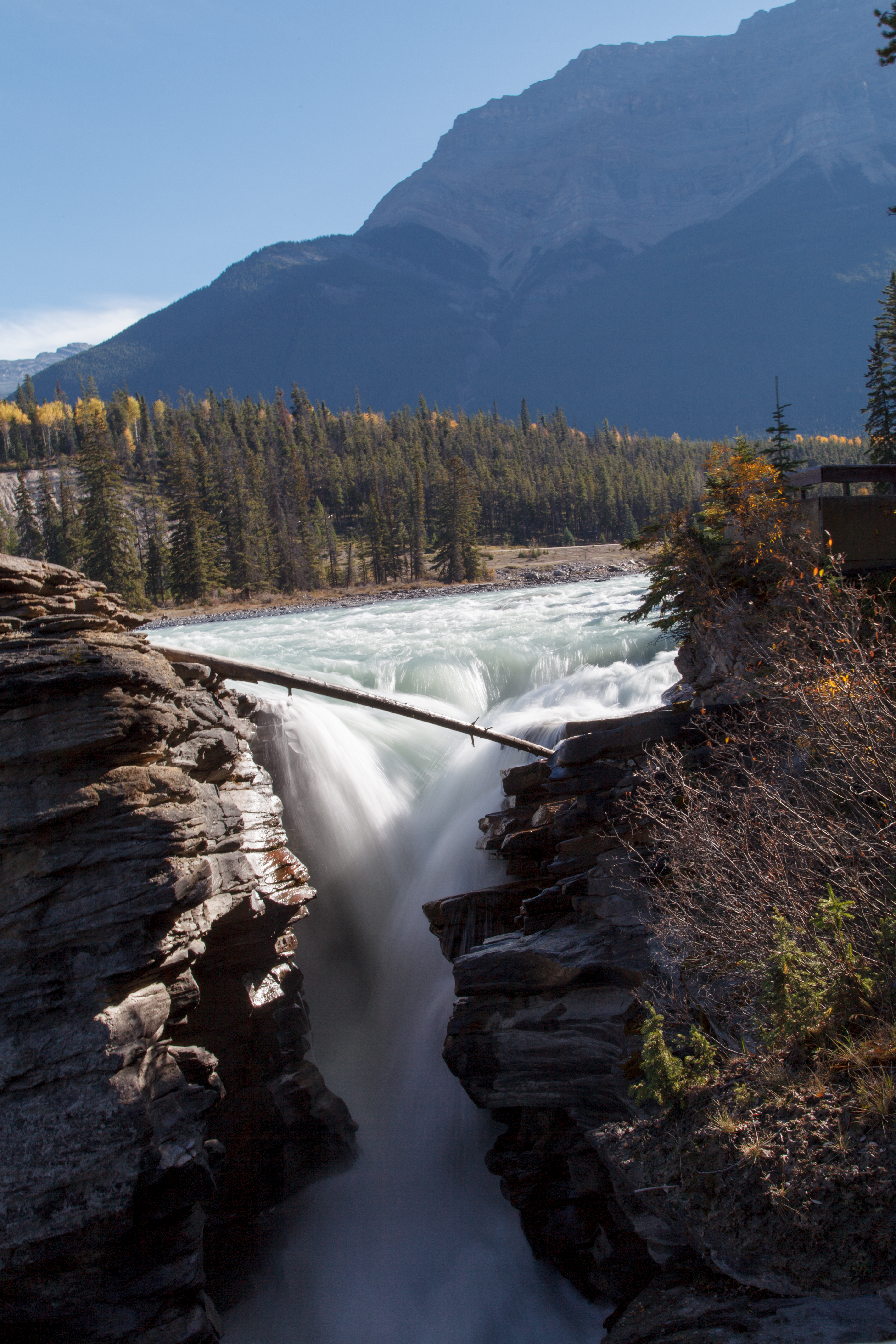
Die Athabasca Falls
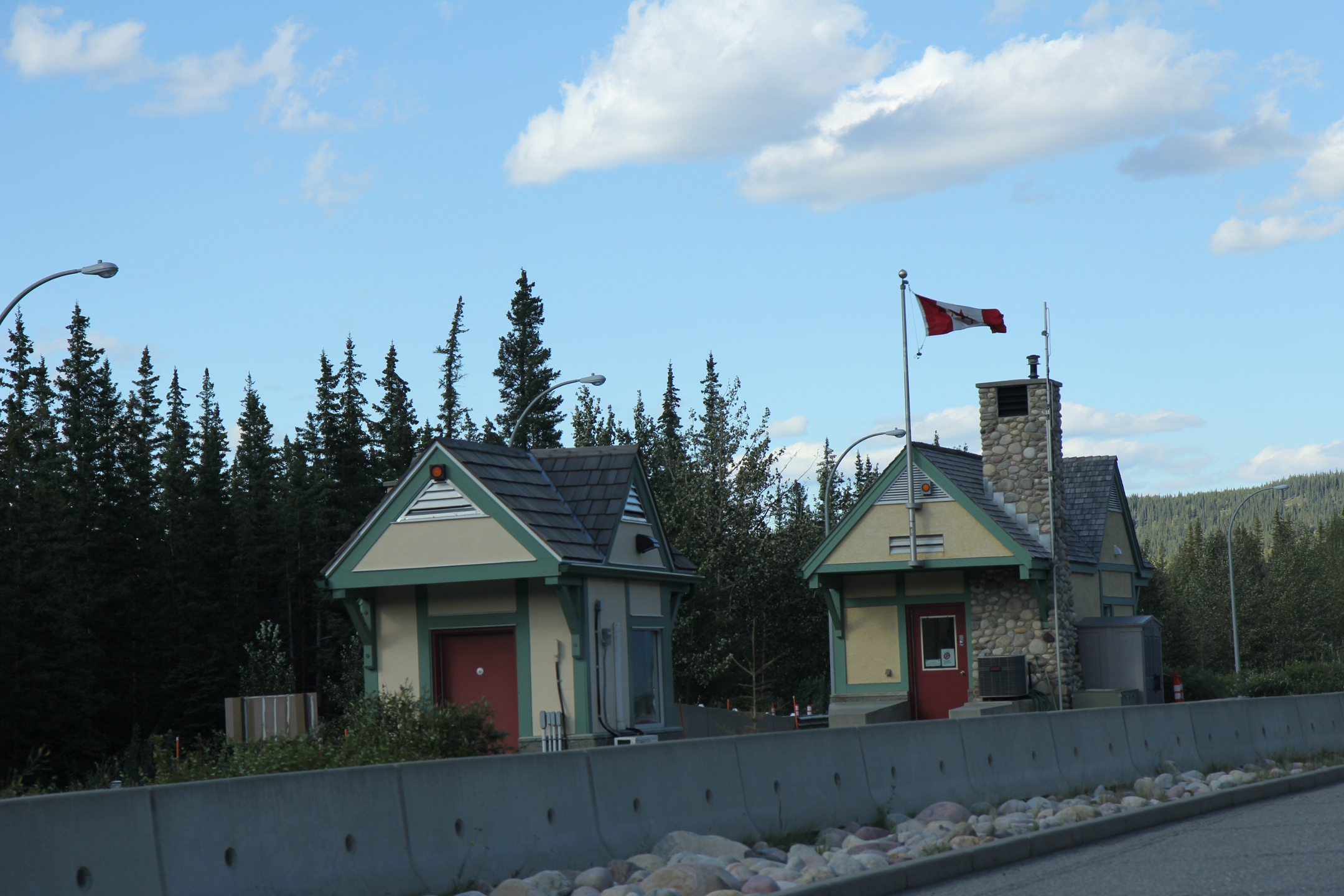
Ein- und Ausfahrt bei Jasper

Der Icefields Parkway verläuft in Nord-Süd-Richtung und führt durch alpine Landschaft mit Bergen, Gletscherseen, Flüssen, Wasserfällen, ausgedehnten Waldgebieten und Wanderwegen. Höchster Berg der Region ist der Mount Columbia (Alberta) (3747 m), höchster der kanadischen Rocky Montains ist der nicht am Icefields Parkway liegende Mount Robson (3954 m). Der Parkway beginnt 3 km nördlich von Lake Louise (Alberta), wo er mit dem Trans-Canada Highway identisch ist. Nach 7 km ist der Herbert Lake zu sehen, von diesem sind es 31 km zum Bow Lake (Alberta). Die Tabelle listet nur die Hauptattraktionen auf:
| Geografischer Name/Ortschaft | Entfernung (in km) | Anmerkungen |
| ---------------------------- | ------------------ | --- |
| Lake Louise (Alberta)        | 0                  | Der Lake Louise, Beginn des Icefield Parkway nördlich der Stadt                                                                                                 |
| Herbert Lake                 | 7                  | Gletschersee |
| Bow Lake (Alberta)           | 31                 | Gletschersee mit Abfluss des Bow River |
| Num-ti-jah-Lodge             | 1                  | einzige Lodge am Parkway |
| Bow Pass                     | 6                  | höchster Bergpass des Parkway (2088 m) |
| Peyto Lake                   | 1                  | türkisfarbener 5,3 km² großer Gletschersee |
| Mount Chephren               | 14                 | 3274 m hoher Berg am Waterfowl Lake |
| Mistaya Canyon               | 15                 | spektakulärer Wanderweg durch den Canyon |
| Saskatchewan River Crossing  | 5                  | Abzweig des Alberta Highway 11 nach Rocky Mountain House und Red Deer                                                                                           |
| Cirrus Mountain              | 4                  | Hier stürzt mit dem Bridal Veil Fall, ein vom Huntington Glacier gespeister Bach, in vier Stufen über insgesamt 370 Meter Höhe hinab                            |
| Sunwapta Falls               | 41                 | Grenze zum Jasper-Nationalpark, 18 m hoher Wasserfall, Sunwapta-Pass 2030 m hohe Passstraße                                                                     |
| Columbia Icefield            | 5                  | Blick auf die den Gletscher flankierenden Mount Athabasca (3491 m) und Mount Kitchener (Alberta) (3480 m), im Hintergrund der Mount Columbia (Alberta) (3747 m) |
| Athabasca Falls              | 71                 | 23 m hohe Wasserfälle mit dem Mount Edith Cavell (3363 m) |
| Jasper                       | 32                 | Ende des Icefields Parkway mit Kreuzung des Yellowhead Highway                                                                                                  |
| Icefields Parkway            | 233                | Der Alberta Highway 93 ist nur 33 km länger |

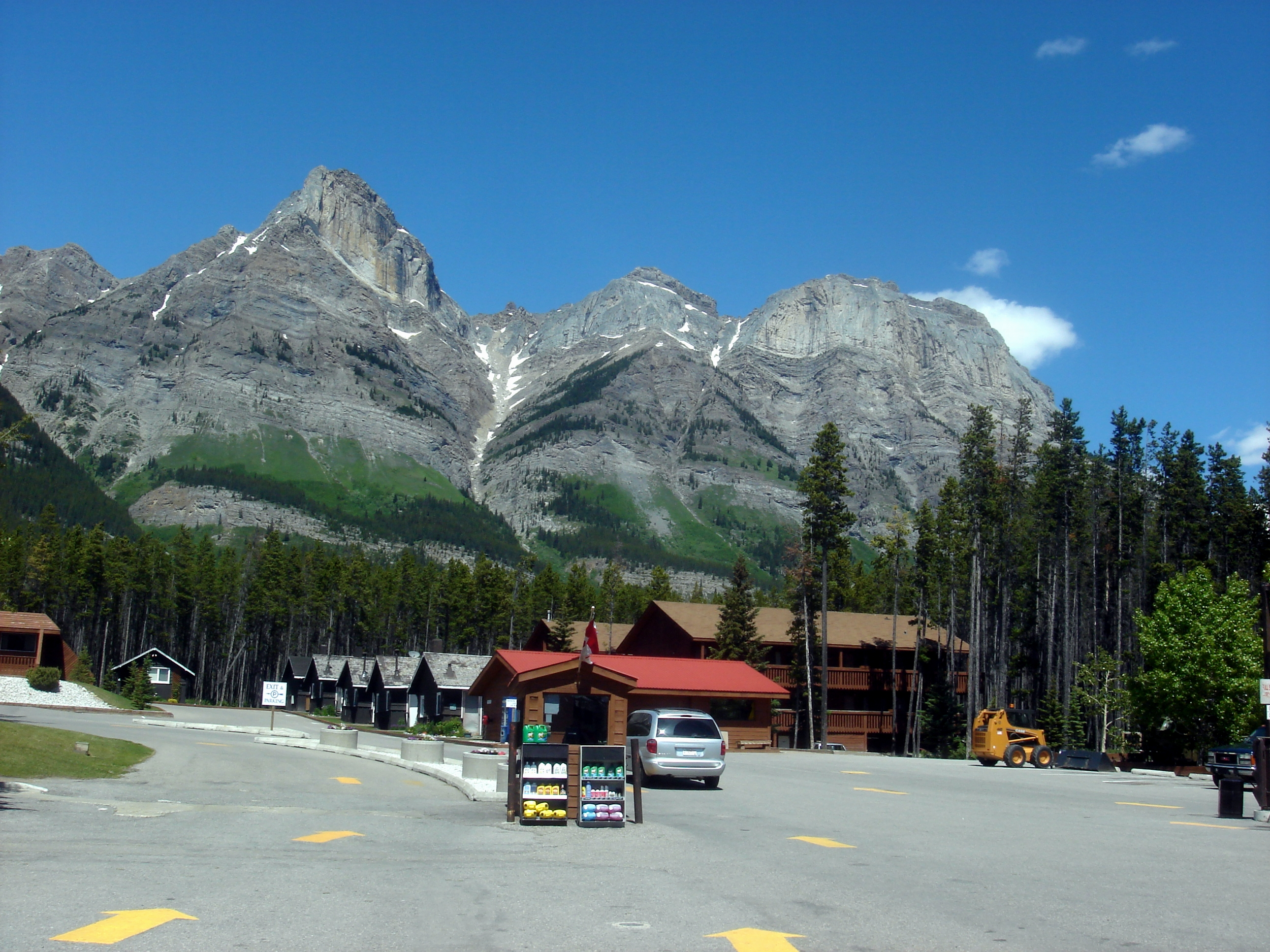
Resort am Saskatchewan River Crossing, ungefähr in der Mitte des Icefields Parkway

Ausgangspunkt ist der Ort Lake Louise mit dem türkisfarbenen Gletschersee des Lake Louise. Von hier aus führt der Trans-Canada Highway zunächst in nördlicher Richtung aus der Stadt, bevor der Icefields Parkway hiervon in Höhe des Lake Louise Ski Resort abzweigt. In Nordrichtung folgen nun Sehenswürdigkeiten der kanadischen Rocky Mountains, die als zwei Bergketten seitlich den Parkway umschließen. Am Bow Lake liegt die 1940 durch den Bergführer Jimmy Simpson (1877–1972) erbaute Num-ti-jah-Lodge. Es folgt der Bow Summit (Straße 2088 m hoch, Berg 2115 m) und der nach Bill Peyto benannte Peyto Lake. Besser als von der Straße ist der Ausblick nach einem kurzen Fußmarsch zum oberhalb des Sees gelegenen Aussichtspunkt. Am Saskatchewan River Crossing des North Saskatchewan River zweigt der David Thompson Highway (Alberta Highway 11) nach Rocky Mountain House und Red Deer ab. Die kleine Ansiedlung Saskatchewan River Crossing ist die einzige Möglichkeit, zwischen den beiden Endpunkten des Parkways Lebensmittel und Benzin zu erwerben. Die Ansiedlung entstand in der Zeit des Pelzhandels, da hier eine Furt über den North Sasketchewan River verläuft. Die Grenze zwischen dem Banff-Nationalpark und dem Jasper-Nationalpark verläuft am Sunwapta-Pass (2030 m). Obwohl der Name des Passes etwas anderes vermuten lässt, liegt dieser jedoch nicht am 3317 Meter hohen Sunwapta Peak, sondern am 3490 Meter hohen Mount Athabasca. Danach folgt der Athabasca-Gletscher, einer von sechs Eiszungen des 325 km² großen Columbia Icefield. Das Columbia-Eisfeld gibt dem Parkway seinen Namen. Dieses ist eines der größten nicht-polaren Eisfelder weltweit. Der Icefields Parkway wird ab dem Columbia-Eisfeld bis nach Jasper von Wasser begleitet. Auf dieser Strecke müssen die Flüsse, zuerst der Sunwapta River und anschließend der Athabasca River einen Höhenunterschied durch zwei große Wasserfälle überwinden. Die Sunwapta Falls sind die südlicheren der beiden Fälle. Hier stürzt der Sunwapta River in zwei Stufen 18 Meter hinab. Nach den 23 m hohen Athabasca Falls folgt 27 km vor Jasper ein kurzer Wanderweg zum Horseshoe Lake (Alberta).